# 쾌락계산법
쾌락계산법(Felicific calculus)은 공리주의, 공익주의를 제창한 제레미 벤담(Jeremy Bentham)에 의해 고안된 행위에 의해 산출된 쾌락과 고통의 양이 확실한지 아니면 불확실 한지 평가하는 계산법이다.
벤담이 "상황"이라고 정의한 여러 변수는 다음과 같다.
- 강도 (Intensity): 즐거움이 얼마나 강한가?
- 계속성 (Duration): 얼마나 즐거움 지속되는가?
- 확실성 또는 불확실성 (Certainty or uncertainty): 그것은 기쁨이 발생할 것이라고 확신하는가? 또는 가능성은 얼마나 되는가?
- 원근성 (propinquity or remoteness): 얼마나 빨리 쾌락을 느끼는가?
- 생산성 (Fecundity): 동일한 성향에 영향을 받을 확률.
- 순수성 (Purity): 반대성향에 영향 받지 않을 확률.
- 규모 (Extent): 얼마나 많은 사람들이 영향을받을 것인가?

가장 빨리 영향을 받을 것 같은 사람을 시작으로 계산한다. 첫 번째 경우에 생성된 분간가능한 쾌락의 가치 값. 첫 번째 경우에 의해 생성 된 것으로 보이는 각 통증의 값. 첫 번째 후에 생산되 나타나는 각 쾌락의 값. 이것은 첫 번째 쾌락의 생산성과 첫 번째 고통의 불순물을 구성한다. 첫 번째 후에 생산돼 나타나는 각 통증의 값. 이것은 첫 번째 고통의 생산성과 첫 번째 쾌락의 불순물을 구성한다.
한쪽에 있는 모든 즐거움의 가치의 총합과, 다른쪽의 모든 고통의 총량을 더한다. 균형은 쾌락의 측면에서의 경우 개개인의 이익과 전체의 행위를 긍정적인 성향으로 이끌어가며 고통의 경우 부정적인 성향을 이끈다. 이익이 나타날 것으로 관련되는 사람들의 수를 계산하고 위의 각각의 과정을 반복한다. 대체로 긍정적인 경향을 고려하여 개인의 경우에서 긍정적 경향의 척도를 표현하는 수량을 더한다. 반대의 경우에도 마찬가지로 구한다.쾌락의 측면에서 개인이 연관된 사회의 총합을 고려하여 일반적으로 긍정적인 영향을 주는 균형을 계산한다. 반대의 경우도 마찬가지로 구한다
벤담의 제안을 쉽게 이해해 보자면 벤담은 “도덕과 입법전체의 조직”으로 합성된 ‘암기하기쉬운 우스꽝스러운 시’(또는 memoriter verses- 암기 구절 이라고 언급된다)를 썼다. 그 시는 다음과 같다
Intense, long, certain, speedy, fruitful, pure—

Such marks in pleasures and in pains endure.

Such pleasures seek if private be thy end:

If it be public, wide let them extend

Such pains avoid, whichever be thy view:

If pains must come, let them extend to few.

## 같이 보기
- 에피쿠로스
- 강화 학습

## 참조
- Jeremy Bentham, An Introduction to the Principles of Morals and Legislation, London, 1789, chap. 4